# Annette O'Toole
Annette O'Toole, rozená Annette Toole, (* 1. dubna 1952, Houston, Texas) je americká herečka a tanečnice.

## Životopis
Narodila se v Houstonu Dorothy a Williamovi Tooleovým. Hrát začala již jako velmi mladá, objevila se v televizních seriálech jako The Partridge Family nebo Gunsmoke. Její první hlavní role přišla v roce 1977 ve filmu One on one. Později hrála s Nickem Noltem ve filmu 48 hodin, s Nastassjou Kinski ve filmu Kočičí lidé. V roce 1983 si zahrála ve filmu Superman 3 s Christopherem Reevem Lanu Langovou. V roce 1990 hrála v hororové minisérii podle Stephena Kinga To. Po několika vedlejších rolích v seriálech se v roce 2000 dočkala vlastního televizního seriálu Lovkyně. V roce 2001 se pak vrátila do světa Supermana, když začala hrát adoptivní matku Clarka Kenta Marthu Kentovou v seriálu Smallville.
V roce 1999 se vdala za herce Michaela McKeana.

## Filmografie
| Rok        | Název                                             | Role                           | Poznámky                                              |
| ---------- | ------------------------------------------------- | ------------------------------ | ----------------------------------------------------- |
| 1967       | This Is the Life                                  | Debbie                         | díl: „Debbie“                                         |
| 1967       | My Three Sons                                     | Tina                           | díl: „The Chaperones“                                 |
| 1970       | Dan August                                        | Robbie Wagner                  | díl: „Love Is a Nickel Bag“                           |
| 1970       | The Virginian                                     | Lark Walters                   | díl: „The Mysterious Mr. Tee“                         |
| 1970       | Gunsmoke                                          | Edda Sprague                   | díl: „The Witness“                                    |
| 1970       | Malý Velký Muž                                    | Passerby                       | nebyla uvedena v titulcích                            |
| 1971       | The Mod Squad                                     | Lorrie                         | díl: „A Bummer for R.J.“                              |
| 1971       | The Partridge Family                              | Carol                          | díl: „Patridge Up a Pair Tree“                        |
| 1971       | Hawaii Five-O                                     | Sue Shem                       | díl: „...And I Want Some Candy and a Gun That Shoots“ |
| 1973       | Search                                            | Jenny Bain                     | díl: „The 24 Carat Hit“                               |
| 1973       | The Girl Most Likely to...                        | Jenny                          | TV film                                               |
| 1973       | The Rookies                                       | těhotná žena                   | 2 díly                                                |
| 1974       | Dirty Sally                                       | George                         | díl: „My Fair Laddie“                                 |
| 1974       | Police Woman                                      | Donna Hess                     | díl: „Shoefly“                                        |
| 1974       | The F.B.I.                                        | Brenda Porter                  | díl: „The Lost Man“                                   |
| 1975       | S.W.A.T.                                          | Rita Bonelli                   | díl: „The Killing Ground“                             |
| 1975       | Úsměv                                             | Doria Houston                  |                                                       |
| 1975       | Petrocelli                                        | Tina                           | díl: „Terror on Wheels“                               |
| 1976       | The Entertainer                                   | Bambi Pasco                    | TV fiilm                                              |
| 1976       | Standing Room Only                                | Kathy                          | díl: „Vanities“                                       |
| 1976       | Serpico                                           | Heather                        | díl: „The Indian“                                     |
| 1976       | Barnaby Jones                                     | Cas Carter                     | díl: „Band of Evil“                                   |
| 1977       | The War Between the Tates                         | Wendy Geoghegan                |                                                       |
| 1977       | Jeden na jednoho                                  | Janet Hays                     |                                                       |
| 1977       | What Really Happened to the Class of '65?         | Kathy Adams Miller             | díl: „Everybody's Girl“                               |
| 1977-1978  | The Tony Randall Show                             | Melissa                        | 2 díly                                                |
| 1978       | Král cikánů                                       | Sharon                         |                                                       |
| 1979       | Visions                                           | Sandy                          | díl: „Ladies in Waiting“                              |
| 1979       | Love for Rent                                     | Carol Martin                   | TV film                                               |
| 1980       | Foolin' Around                                    | Susan                          |                                                       |
| 1981       | Vanities                                          | Kathy                          |                                                       |
| 1981       | Stand by Your Man                                 | Tammy Wynette                  | TV film                                               |
| 1982       | Kočičí lidé                                       | Alice Perrin                   |                                                       |
| 1982       | 48 hodin                                          | Elaine                         |                                                       |
| 1983       | Superman 3                                        | Lana Langová                   |                                                       |
| 1984       | The Best Legs in the 8th Grade                    | Rachel Blackstone              | TV film                                               |
| 1985       | Bridge to Terabithia                              | slečna Edmundsová              | TV film                                               |
| 1985       | Alfred Hitchcock uvádí                            | Stella                         | díl: „Pilot“                                          |
| 1985       | Copacabana                                        | Lola Lamar                     | TV film                                               |
| 1986       | Strong Medicine                                   | Jessica Weitz                  | TV film                                               |
| 1987       | Porušený slib                                     | Nana Marie 'Nim' Fitzpatrick   | TV film                                               |
| 1987       | Čestné slovo                                      | Kathy                          |                                                       |
| 1989       | Guts and Glory: The Rise and Fall of Oliver North | Betsy North                    | TV film                                               |
| 1990       | A Girl of the Limberlost                          | Kate Comstock                  |                                                       |
| 1990       | Hledá se láska                                    | paní Kingová                   |                                                       |
| 1990       | The Kennedys of Massachusetts                     | Rose Fitzgerald Kennedy        | 3 díly                                                |
| 1990       | To                                                | Beverly Marshová               | 2 díly                                                |
| 1990       | The Dreamer of Oz                                 | Maud Gage Baum                 | TV film                                               |
| 1991       | The General Motors Playwrights Theater            | Carol                          | díl: „Unpublished Letters“                            |
| 1991       | Neškodná lež                                      | Helen Lester                   | TV film                                               |
| 1992       | Danielle Steel´s Jewels                           | Sarah Thompson Whitfield       | 2 díly                                                |
| 1993       | Kiss of a Killer                                  | Kate Wilson                    | TV film                                               |
| 1993       | Love Matters                                      | Julie                          | TV film                                               |
| 1993       | Zoufalá spravedlnost                              | Ellen Wellsová                 | TV film                                               |
| 1994       | Andre                                             | dospělá Toni Whitneyová (hlas) |                                                       |
| 1994       | On Hope                                           | Hope                           | krátkometrážní film                                   |
| 1994       | Fiktivní zločiny                                  | Ginny Rucklehaus               |                                                       |
| 1995       | Lonesome Dove: The Series                         | Claudia Harrell                | díl: „Traveller“                                      |
| 1995       | Strážce mého bratra                               | Joann Bradley                  | TV film                                               |
| 1995       | Krajní meze                                       | Lydia Manning                  | díl: „Temná místa“                                    |
| 1995       | Dream On                                          | Justin                         | díl: „Bless You Is Not My Woman Now“                  |
| 1995       | Dead by Sunset                                    | Cheryl Keeton Cunningham       | 2 díly                                                |
| 1995       | The Christmas Box                                 | Keri Evans                     |                                                       |
| 1996       | The Man Next Door                                 | Annie Hodges                   | TV film                                               |
| 1996-1998  | Detektiv Nash Bridges                             | Lisa Bridgesová                | 26 dílů                                               |
| 1997       | Keeping the Promise                               | Anne Hallowell                 | TV film                                               |
| 1997       | Katastrofa letu č. 19                             | Connie Phippsová               | TV film                                               |
| 1998       | Final Justice                                     | Gwen Saticoy                   | TV film                                               |
| 1999       | Boy Meets World                                   | Rhiannon Lawrence              | díl: „State of the Unions“                            |
| 2000       | Nejpevnější pouto                                 | Jo Cavanaugh                   |                                                       |
| 2000       | Právo a pořádek                                   | Valerie Grace                  | díl: „Mega“                                           |
| 2000-2001  | Lovkyně                                           | Dorothy 'Dottie' Thorson       | 29 dílů                                               |
| 2001-2011  | Smallville                                        | Martha Kentová                 | 136 dílů                                              |
| 2003       | Temptation                                        | Nora                           |                                                       |
| 2006       | Aquaman                                           | Atlanna (hlas)                 |                                                       |
| 2009       | Falling Up                                        | Grace O' Shea                  |                                                       |
| 2010       | Anatomie lži                                      | Veronica                       | díl: „Veronika“                                       |
| 2011       | Private Practice                                  | Janet                          | díl: „Blind Love“                                     |
| 2012       | Šestej smysl                                      | Elaine Sherman                 | díl: „Chlapec s kbelíkem“                             |
| 2013       | Chirurgové                                        | Madeline Skurski               | díl: „Chvála zahálky“                                 |
| 2014       | Beach Pillows                                     | Rita Midwood                   |                                                       |
| 2014       | Stuff                                             | Matka                          | krátkometrážní film                                   |
| 2015       | Policie Battle Creek                              | Amelia Zuransky                | díl: „Homecoming“                                     |
| 2014–2015  | Halt and Catch Fire - PC Rebelové                 | Susan Emerson                  | 6 dílů                                                |
| 2016       | Women Who Kill                                    | Lila                           |                                                       |
| 2016       | We Go On                                          | Charlotte                      |                                                       |
| 2016       | 11.22.63                                          | Edna Price                     | díl: „The Kill Floor“                                 |
| 2018       | A Futile and Stupid Gesture                       | Stephanie Kenney               |                                                       |
| 2019       | The Incoherents                                   | paní Grahamová                 |                                                       |
| 2019       | Blow the Man Down                                 | Gail Maguire                   |                                                       |
| 2019       | The Punisher                                      | Eliza Schultz                  | vedlejší role (2. řada), 4 díly                       |
| 2019–dosud | Virgin River                                      | Hope McCrea                    | hlavní role                                           |